# Alice Hardy
Alice Hardy egy kitalált karakter a Péntek 13. világában. A karaktert Adrienne King alakítja. Először az 1980-as Péntek 13.-ban tűnt fel, mint a főszereplő és egyben a Kristály-tavi tábor egyik szervezője. Utána egy kisebb szerepben feltűnt az 1981-es folytatásban, a Péntek 13. – II. részben. Legutoljára a 2009-es Péntek 13.-ban bukkant fel Stephanie Rhodes alakításában. 

## Életrajz

### Eredeti sorozat

#### 1980-as gyilkosságok
1980-ban Alice-t és barátait beszerveztek a Kristály-tavi táborba, mint táborszervezők. Miután egyik éjjel a barátait meggyilkolta egy ismeretlen, Alice menekülésre kényszerül. Alice belebotlik Mrs. Voorheesba (Betsy Palmer), a tóba fulladt fiú Jason (Ari Lehman) anyjába, akiről kiderül, hogy ő volt az, aki a gyilkosságokat csinálta. Alice ezért kénytelen lefejezni Mrs. Voorheest. A film egy rémálommal zárul: Alice-t elsodorja Jason a tóba.

#### Halála
Két hónappal a borzalmas gyilkosságok után, Alice rémálmai vannak a múltbéli eseményekről (beleértve az elöző film végi rémálomról is). Kis idő múlva a valódi Jason rátalál, és hidegvérrel ledőfi Alice-t csavarhúzóval.

### 2009-es remake
A film elején, ugyanúgy mint az eredetiben, lefejezi Pamela Voorheest (Kana Visitor) a Kristály-tónál.